# Facu Regalia
Facundo "Facu" Regalia (Buenos Aires, 23 de novembro de 1991) é um automobilista argentino. Ele competiu em suas duas primeiras temporadas de Fórmula BMW sob uma licença de corrida espanhola.
Regalia fez sua estreia na GP3 Series, na quarta etapa da temporada 2012 em Silverstone. Ele substituiu Jakub Klášterka na Jenzer Motorsport. Em 2013, Regalia competiu com a ART Grand Prix com quem terminou vice-campeão de Daniil Kvyat. Em 2014, Regalia foi promovido para disputar a GP2 Series pela equipe Hilmer Motorsport. Depois de apenas quatro etapas, após não conseguiu marcar nenhum ponto, Regalia deixou a equipe e a série.